# Premio Henry Iba
El Premio Henry Iba (en inglés, Henry Iba Award) es un premio anual entregado desde 1959 al mejor entrenador de baloncesto masculino universitario del año por la United States Basketball Writers Association (USBWA). Son nominados cinco candidatos y el entrenador con más votos gana el premio, que es presentado en la Final Four de la NCAA. El premio recibe el nombre en honor a Henry Iba, entrenador de Oklahoma State desde 1934 hasta 1970. Iba ganó el campeonato de la NCAA en 1945 y 1946, y dos medallas de oro olímpicas con la selección estadounidense en 1964 y 1968.
John Wooden, legendario entrenador de UCLA Bruins, lidera el palmarés con siete premios. De los otros siete entrenadores con varios premios en su haber, ninguno ha recibido más de tres. Sin incluir los siete galardones de Wooden, la segunda universidad con más premiados es Ohio State, con dos entrenadores y un total de tres premios (Fred Taylor y Randy Ayers).

## Ganadores

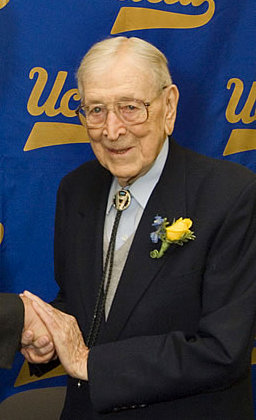
John Wooden es el entrenador con más premios (7).

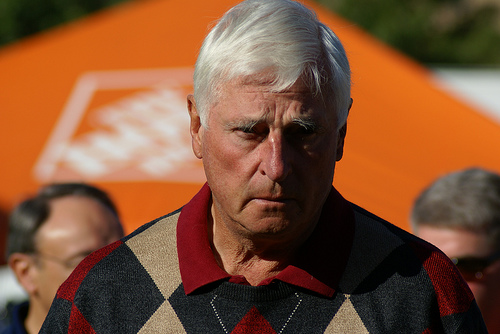
Bob Knight ganó el premio dos veces con Indiana.

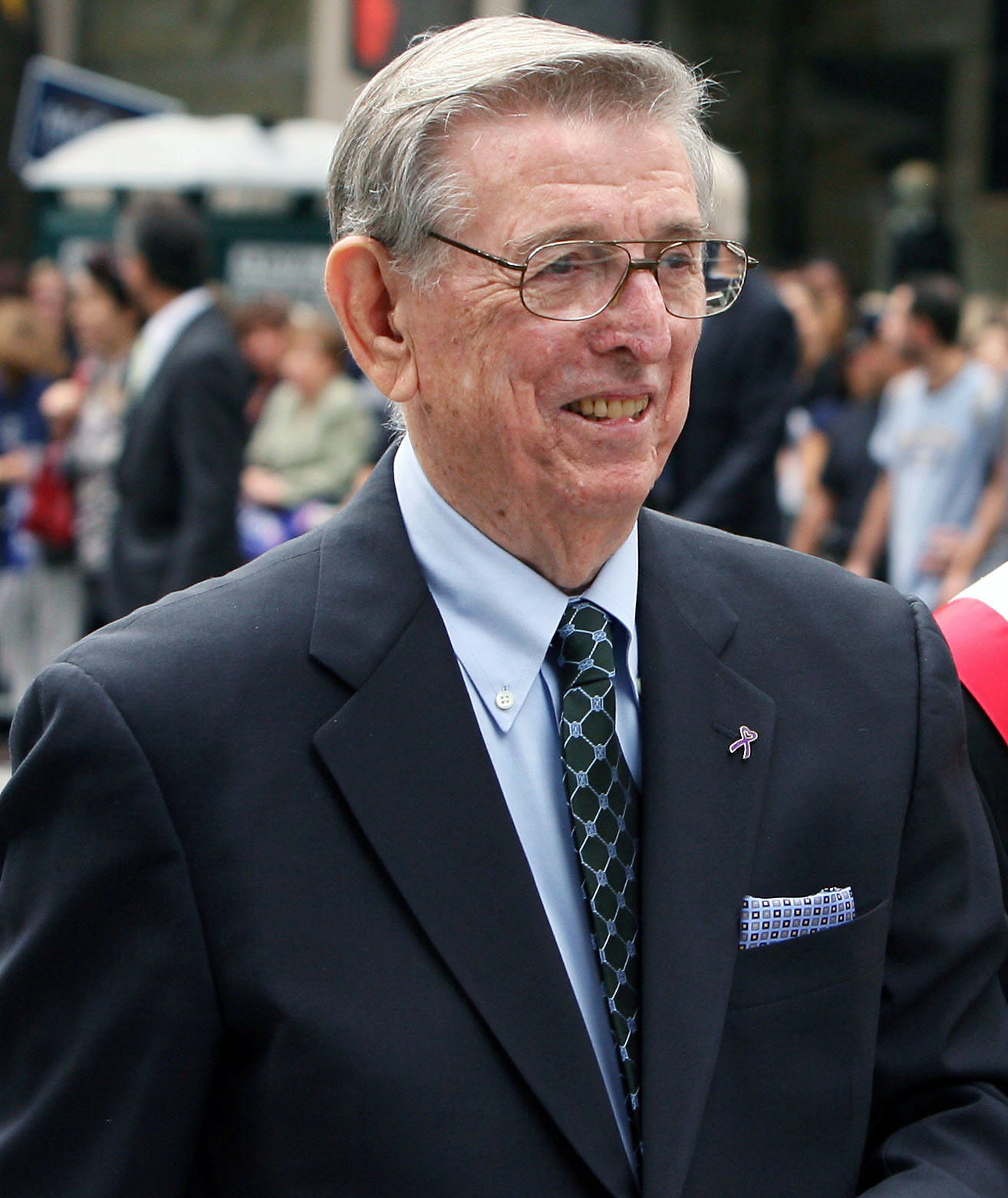
Lou Carnesecca ganó el premio en 1983 y 1985 con St. John's.

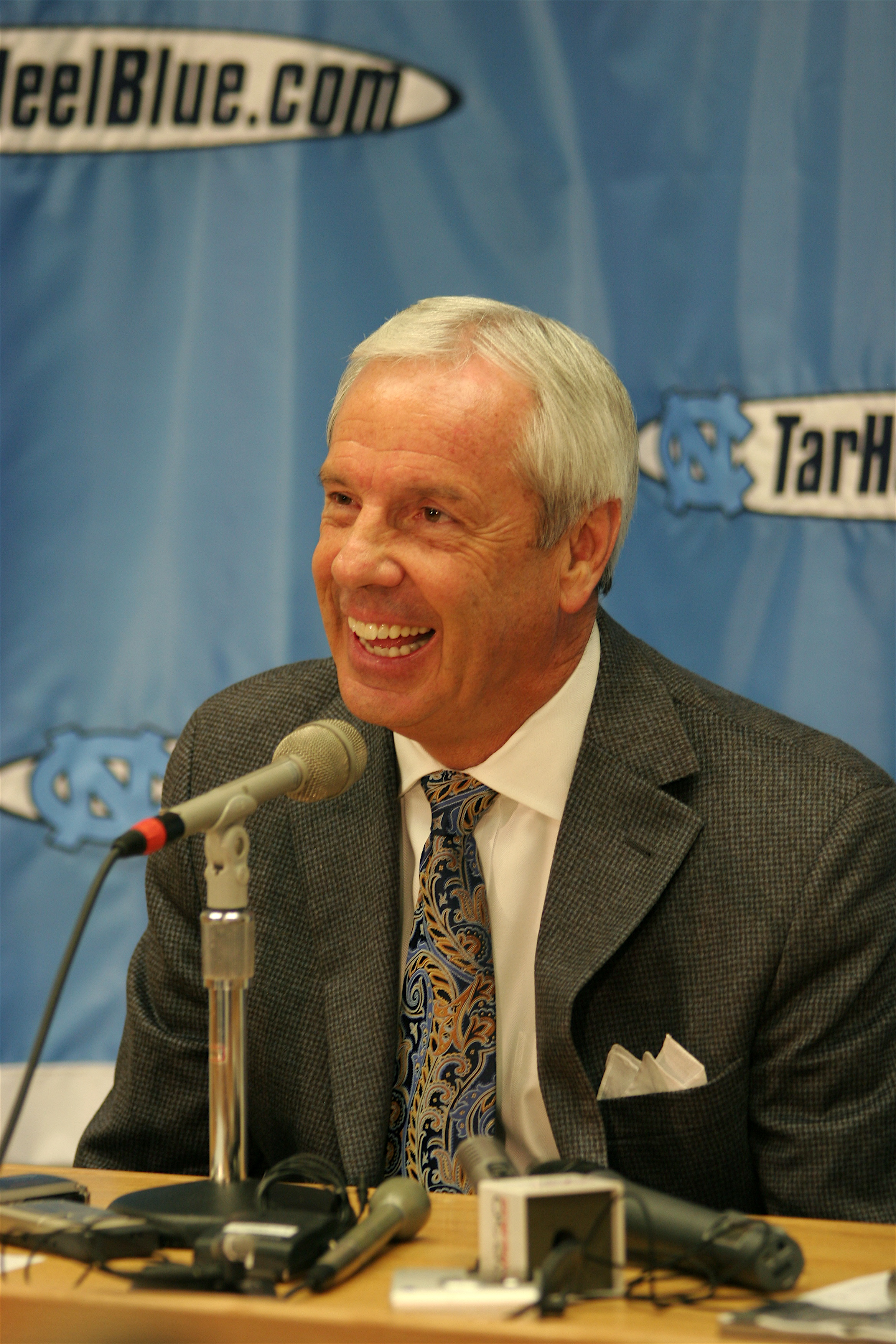
Roy Williams ganó el premio en dos universidades diferentes (Kansas y North Carolina).

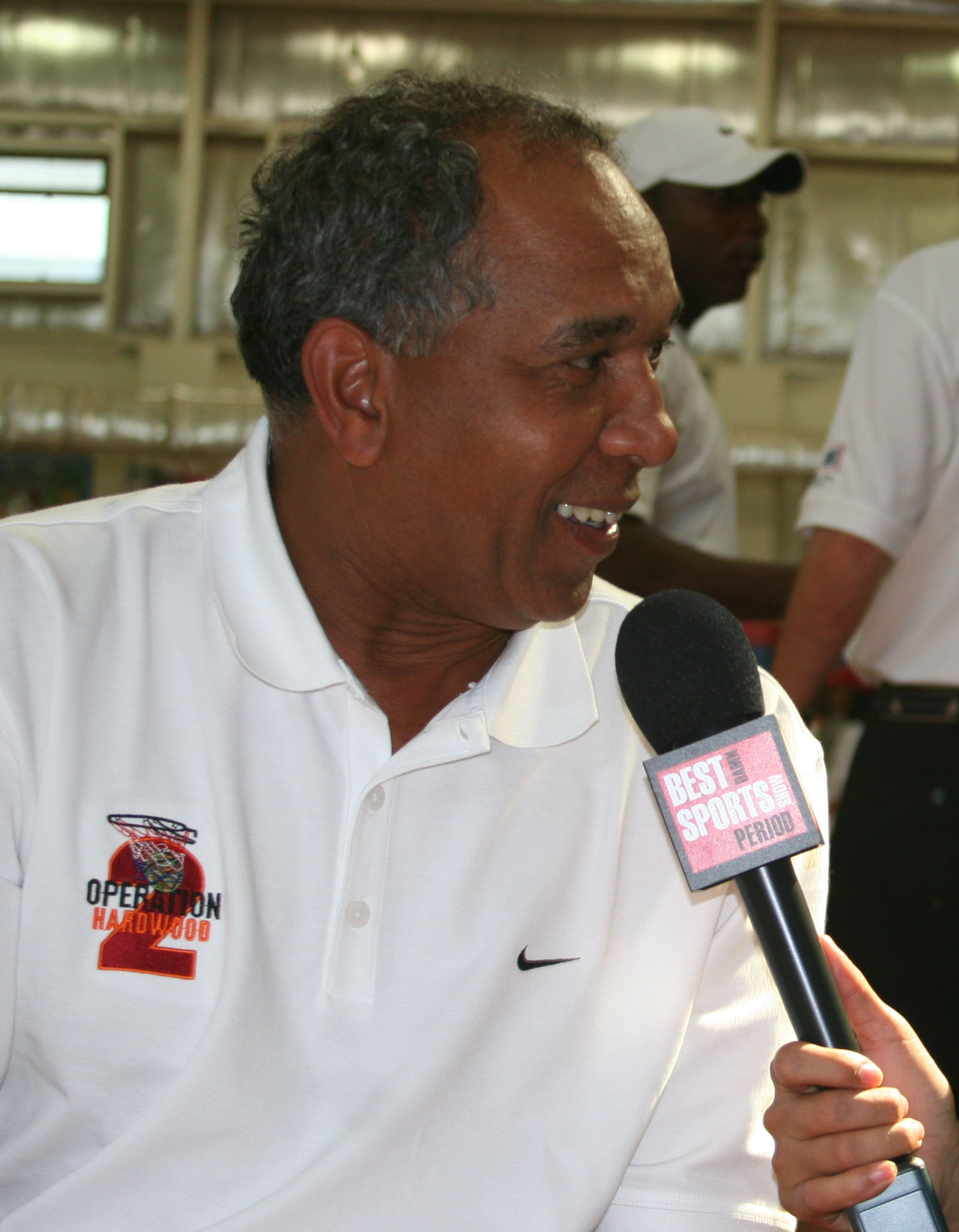
Tubby Smith ganó el premio en 2003 con Kentucky.

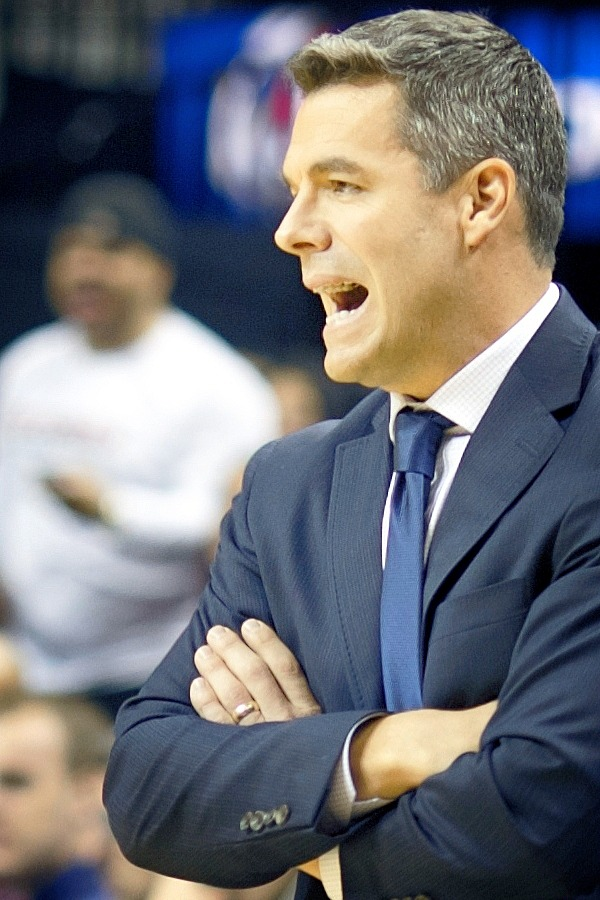
Tubby Smith ganó el premio en 2018 con Virginia.

| Entrenador (X) | Denota el número de veces que ha logrado el premio           |
| Equipo (X)     | Denota el número de veces que el equipo ha logrado el premio |

| Temporada | Entrenador            | Universidad        | Balance | Resultado en postemporada |
| --------- | --------------------- | ------------------ | ------- | ------------------------- |
| 1958–59   | Ed Hickey             | Marquette          | 23–6    | Sweet 16 de la NCAA       |
| 1959–60   | Pete Newell           | California         | 28–2    | Subcampeón de la NCAA     |
| 1960–61   | Fred Taylor           | Ohio State         | 27–1    | Subcampeón de la NCAA     |
| 1961–62   | Fred Taylor (2)       | Ohio State (2)     | 26–2    | Subcampeón de la NCAA     |
| 1962–63   | Ed Jucker             | Cincinnati         | 26–2    | Subcampeón de la NCAA     |
| 1963–64   | John Wooden           | UCLA               | 30–0    | Campeón de la NCAA        |
| 1964–65   | Butch van Breda Kolff | Princeton          | 23–6    | Final Four de la NCAA     |
| 1965–66   | Adolph Rupp           | Kentucky           | 27–2    | Subcampeón de la NCAA     |
| 1966–67   | John Wooden (2)       | UCLA (2)           | 30–0    | Campeón de la NCAA        |
| 1967–68   | Guy Lewis             | Houston            | 31–2    | Final Four de la NCAA     |
| 1968–69   | John Wooden (3)       | UCLA (3)           | 29–1    | Campeón de la NCAA        |
| 1969–70   | John Wooden (4)       | UCLA (4)           | 28–2    | Campeón de la NCAA        |
| 1970–71   | John Wooden (5)       | UCLA (5)           | 29–1    | Campeón de la NCAA        |
| 1971–72   | John Wooden (6)       | UCLA (6)           | 30–0    | Campeón de la NCAA        |
| 1972–73   | John Wooden (7)       | UCLA (7)           | 30–0    | Campeón de la NCAA        |
| 1973–74   | Norm Sloan            | N.C. State         | 30–1    | Campeón de la NCAA        |
| 1974–75   | Bob Knight            | Indiana            | 31–1    | Elite Eight de la NCAA    |
| 1975–76   | Johnny Orr            | Michigan           | 25–7    | Subcampeón de la NCAA     |
| 1976–77   | Eddie Sutton          | Arkansas           | 26–2    | 1ª Ronda de la NCAA       |
| 1977–78   | Ray Meyer             | DePaul             | 27–3    | Elite Eight de la NCAA    |
| 1978–79   | Dean Smith            | North Carolina     | 23–9    | 2ª Ronda de la NCAA       |
| 1979–80   | Ray Meyer (2)         | DePaul (2)         | 26–2    | 1ª Ronda de la NCAA       |
| 1980–81   | Ralph Miller          | Oregon State       | 26–2    | 2ª Ronda de la NCAA       |
| 1981–82   | John Thompson         | Georgetown         | 30–7    | Subcampeón de la NCAA     |
| 1982–83   | Lou Carnesecca        | St. John's         | 28–5    | Sweet 16 de la NCAA       |
| 1983–84   | Gene Keady            | Purdue             | 22–7    | 1ª Ronda de la NCAA       |
| 1984–85   | Lou Carnesecca (2)    | St. John's (2)     | 31–4    | Final Four de la NCAA     |
| 1985–86   | Dick Versace          | Bradley            | 32–3    | 2ª Ronda de la NCAA       |
| 1986–87   | John Chaney           | Temple             | 32–4    | 2ª Ronda de la NCAA       |
| 1987–88   | John Chaney (2)       | Temple (2)         | 32–2    | Elite Eight de la NCAA    |
| 1988–89   | Bob Knight (2)        | Indiana (2)        | 27–8    | Sweet 16 de la NCAA       |
| 1989–90   | Roy Williams          | Kansas             | 30–5    | 2ª Ronda de la NCAA       |
| 1990–91   | Randy Ayers           | Ohio State (3)     | 27–4    | Sweet 16 de la NCAA       |
| 1991–92   | Perry Clark           | Tulane             | 22–9    | 2ª Ronda de la NCAA       |
| 1992–93   | Eddie Fogler          | Vanderbilt         | 28–6    | Sweet 16 de la NCAA       |
| 1993–94   | Charlie Spoonhour     | Saint Louis        | 23–6    | 1ª Ronda de la NCAA       |
| 1994–95   | Kelvin Sampson        | Oklahoma           | 23–9    | 1ª Ronda de la NCAA       |
| 1995–96   | Gene Keady (2)        | Purdue (2)         | 26–6    | 2ª Ronda de la NCAA       |
| 1996–97   | Clem Haskins          | Minnesota          | 31–4    | Final Four de la NCAA     |
| 1997–98   | Tom Izzo              | Michigan State     | 22–8    | Sweet 16 de la NCAA       |
| 1998–99   | Cliff Ellis           | Auburn             | 29–4    | Sweet 16 de la NCAA       |
| 1999–00   | Larry Eustachy        | Iowa State         | 32–5    | Elite Eight de la NCAA    |
| 2000–01   | Al Skinner            | Boston College     | 27–5    | 2ª Ronda de la NCAA       |
| 2001–02   | Ben Howland           | Pittsburgh         | 29–6    | Sweet 16 de la NCAA       |
| 2002–03   | Tubby Smith           | Kentucky (2)       | 32–4    | Elite Eight de la NCAA    |
| 2003–04   | Phil Martelli         | Saint Joseph's     | 30–2    | Elite Eight de la NCAA    |
| 2004–05   | Bruce Weber           | Illinois           | 37–2    | Subcampeón de la NCAA     |
| 2005–06   | Roy Williams (2)      | North Carolina (2) | 23–8    | 2ª Ronda de la NCAA       |
| 2006–07   | Tony Bennett          | Washington State   | 26–8    | 2ª Ronda de la NCAA       |
| 2007–08   | Keno Davis            | Drake              | 28–5    | 1ª Ronda de la NCAA       |
| 2008–09   | Bill Self             | Kansas (2)         | 27–8    | Sweet 16 de la NCAA       |
| 2009–10   | Jim Boeheim           | Syracuse           | 30–5    | Sweet 16 de la NCAA       |
| 2010–11   | Mike Brey             | Notre Dame         | 27-7    | 3ª Ronda de la NCAA       |
| 2011–12   | Frank Haith           | Misuri             | 30-5    | 2ª Ronda de la NCAA       |
| 2012–13   | Jim Larrañaga         | Miami (FL)         | 29–7    | Sweet 16 de la NCAA       |
| 2013–14   | Gregg Marshall        | Wichita State      | 35–1    | 3ª Ronda de la NCAA       |
| 2014–15   | Tony Bennett (2)      | Virginia           | 30–4    | 3ª Ronda de la NCAA       |
| 2015–16   | Chris Mack            | Xavier             | 28–6    | 2ª Ronda de la NCAA       |
| 2016–17   | Mark Few              | Gonzaga            | 37–2    | Subcampeón de la NCAA     |
| 2017–18   | Tony Bennett (3)      | Virginia (2)       | 31–3    | 1ª Ronda de la NCAA       |
| 2018–19   | Rick Barnes           | Tennessee          | 31–5    | Sweet 16 de la NCAA       |
| 2019–20   | Anthony Grant         | Dayton             | 29–2    | Sin torneo (COVID-19)     |
| 2020–21   | Juwan Howard          | Michigan           | 23–5    | Elite Eight de la NCAA    |
| 2021–22   | Tommy Lloyd           | Arizona            | 33–4    | Sweet 16 de la NCAA       |
| 2022–23   | Shaka Smart           | Marquette (2)      | 29–7    | 2ª Ronda de la NCAA       |
| 2023–24   | Kelvin Sampson (2)    | Houston (2)        | 32–5    | Sweet 16 de la NCAA       |
| 2024–25   | Rick Pitino           | St. John's (3)     | –       | Torneo de la NCAA         |